# Ryō Un Maru (schip, 1982)

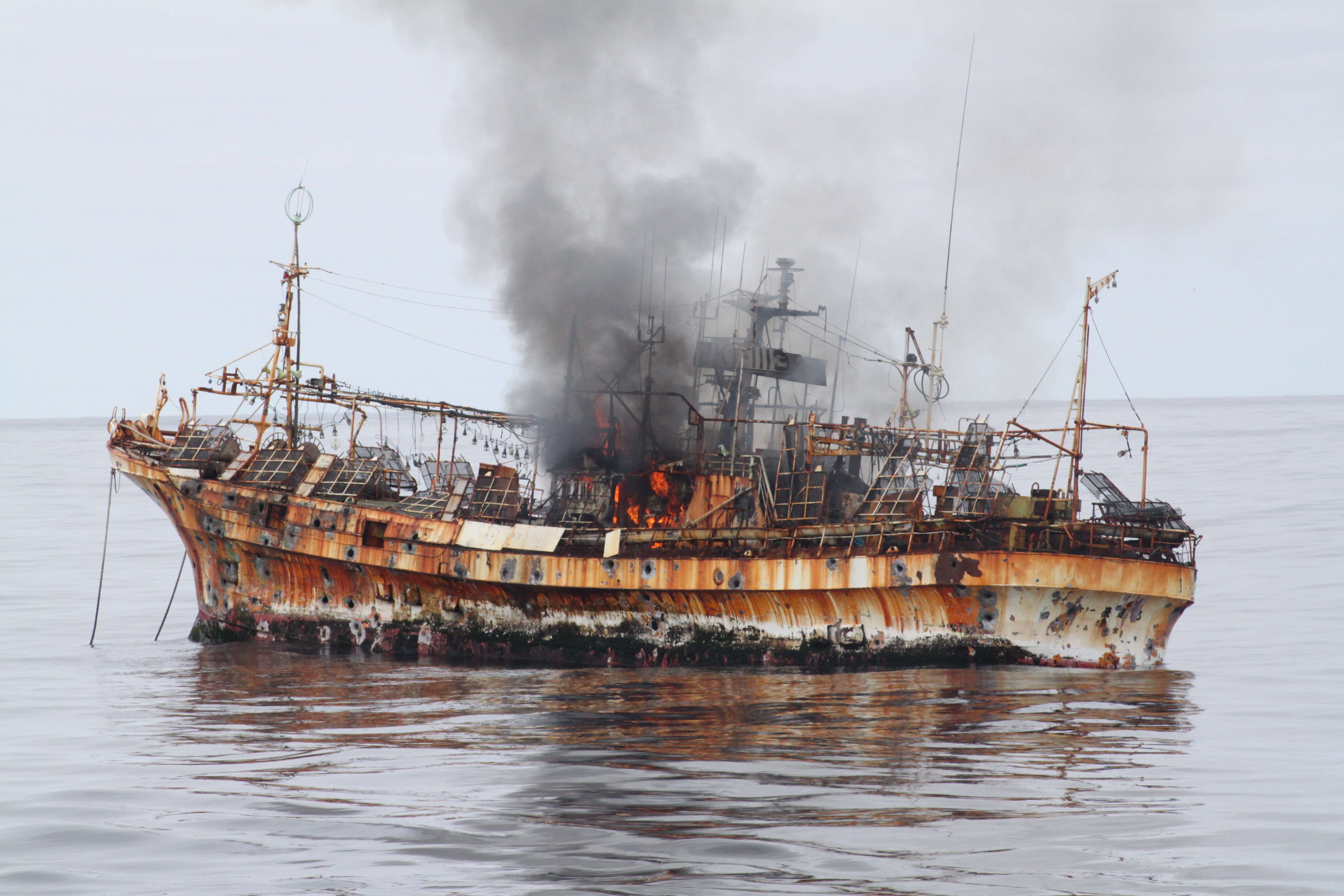
Ryō Un Maru nadat het Amerikaanse kustwachtschip Anacapa haar heeft beschoten, op zo'n 290 kilometer voor de kust van Alaska op 5 april 2012

Ryō Un Maru (Japans: 漁運丸, Vis geluk), ook wel Ryou-Un Maru genoemd, was een Japanse vissersboot voor inktvisvisserij, die tijdens de zeebeving nabij Sendai in 2011 losraakte van haar afmering in Hachinohe. Het schip werd op 20 maart 2012 gelokaliseerd door een Canadese luchtpatrouille op zo'n 190 kilometer voor de kust van Haida Gwaii in Brits-Columbia. Op 1 april 2012 betrad het op drift geraakte schip de Amerikaanse kustwateren en werd opzettelijk beschoten en tot zinken gebracht op 5 april.

## Geschiedenis
De Ryō Un Maru was een voormalig Japans vissersschip voor het vissen naar inktvis. Het schip was buiten gebruik en werd klaar gemaakt voor transport naar de sloop te Aomori, toen de tsunami toesloeg in 2011, waardoor ze losbrak en op drift raakte. De eigenaar haalde het schip korte tijd later uit de registers, onder de  overtuiging dat het verloren was gegaan. Op 20 maart 2012 werd het schip gelokaliseerd door een Canadese luchtpatrouille. Er werd contact opgenomen met de eigenaar, maar die wilde het schip niet terug. Normaal wordt een schip niet van het register afgenomen totdat zeker is dat het is afgebroken of gezonken. In dit geval werd een uitzondering gemaakt in verband met de tsunami en de omstandigheden, wat betekende dat het schip geen eigenaar meer had. Op 4 april 2012 dropte de Amerikaanse kustwacht een boei op het schip om het te kunnen volgen, op zo'n 310 kilometer voor de kust van Sitka, Alaska. De volgende dag bekeek de bemanning van het kustwachtschip Anacapa de situatie. Op 5 april probeerde het Canadese vissersschip Bernice C het schip te redden. Hierbij werd ontdekt dat een brandstofleiding was gesprongen en dat het onmogelijk was de brandstof uit het schip te pompen. Ook pogingen om het schip mee te slepen mislukten. Het werd daarom besloten dat het schip tot zinken moest worden gebracht om te voorkomen dat het een gevaar zou worden voor het scheepsverkeer of dat het dicht bij de kust de grond zou raken. Het verlaten schip werd vanaf de Anacapa beschoten met haar Mk38 25 millimeter kanon. Hierna maakte ze water en zonk op zo'n 290 kilometer voor de kust van Alaska, in 1800 meter diep water.